# 聖安德列勛章
第一受召使徒聖安德列勛章（俄语：Орден Святого апостола Андрея Первозванного）是俄羅斯联邦及俄羅斯帝國最高等級的勛章。此勛章于1698年設立，是俄羅斯帝國第一個也是最高等級的勛章。在被蘇聯廢除后，俄羅斯于1998年重新設立其為最高級勛章。

## 俄罗斯帝国時期

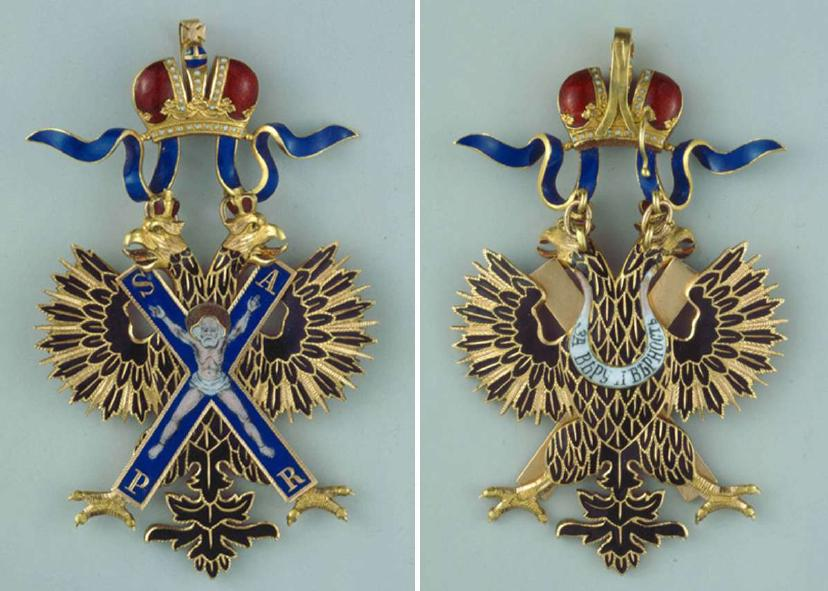
聖安德列勛章的「寳石」（標章），正面（左）及反面（右）

### 起源
勛章由俄羅斯沙皇國沙皇彼得一世於1698年設立，致敬聖安德列，即耶穌的第一个使徒和俄羅斯的主保聖人。 勛章只有一個等級，並僅獎勵最突出的民事或军事貢獻。
彼得大帝在他的西方大出使中瞭解到授予獎賞的禮節。在此之前，為俄羅斯國家做出的貢獻僅僅受到金錢或大片產業的獎勵。彼得大帝親眼見證了英格蘭的嘉德勛章及奧地利的金羊毛勛章兩者的授勛儀式，並留意到勛章獲得者的忠誠和自豪。這種做法也可節省國家的土地和金錢。
伯爵費岳多是第一位勛章獲得者。直到俄羅斯1917年革命后勛章廢除时爲止，勛章的頒發次數剛剛超過一千。 在君主制時代，聖安德列勛章的獲得者也將自動獲得聖亞歷山大·涅夫斯基勛章，白鷹勛章（Order of the White Eagle），聖安娜勛章（Order of St. Anne）的第一等級，以及聖斯坦尼斯勞斯勛章（Order St. Stanislaus）的第一等級。 此外，較低軍銜的獲得者也將自動晉升陸軍中將或海軍中將。流亡中的俄羅斯皇室也繼續授予聖安德列勛章。革命后的第一次授勛是授予給俄羅斯公爵格奥尔基·康斯坦丁诺维奇（Prince Georgy Konstantinovich of Russia）殿下，他于1923年4月出席他的王朝主要成員聚會時獲得。

### 徽章
勛章的徽章的包括：

與領環佩戴（左）及與綬帶和佩星佩戴（右）

- 標章：琺琅質地的黑色雙頭鷹，頭頂皇冠，胸前承載蓝色的聖安德列十字；聖安德列釘在此十字架上；聖安德列十字的四端上是拉丁文Sanctus Andreus Patronus Russiae（俄罗斯的主保聖人聖安德列）的縮寫『SAPR』。鷹的背面頸上挂白色綬帶，上以金色字母書寫勛章的格言：「爲了信仰和忠诚」（俄语：За веру и верность）。標章佩戴時，懸挂在淡藍色綬帶上，綬帶越過右肩；或在特殊場合時，懸挂在裝飾繁複的領環上。
- 佩星（Star）：八角银星的中心承载一个金色背景的微型標章，四周環繞著藍環，上書勛章的格言「爲了信仰和忠诚」（俄语：За веру и верность）。 佩星戴在左胸。

勛章的徽章可以「帶鑽石」頒發，作为一種特殊的尊榮。聖彼得堡的聖安德列大教堂（Saint Andrew's Cathedral）是騎士團的座堂。
第一受召使徒聖安德列勛章的獲得者使用後綴名銜「KA」。若一名個人有權使用數個後綴名銜，第一受召使徒聖安德列勛章的後綴名銜出現在其他所有後綴名銜之前，除非是與聖安德列勛章有同等地位、且創立時間早於1698年（帝國聖安德列勛章的創立時間）的國際勛章。例如，如果一個人獲得嘉德勛章，後綴名銜「KG」（嘉德騎士）就置於「KA」（聖安德列騎士）之前，因爲嘉德勛章創立于1348年。

### 獲得者（部分名單）

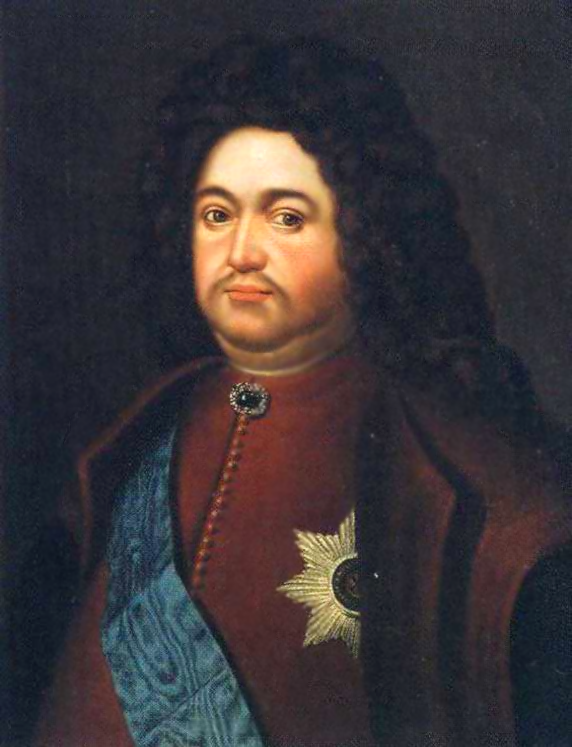
伯爵 費岳多
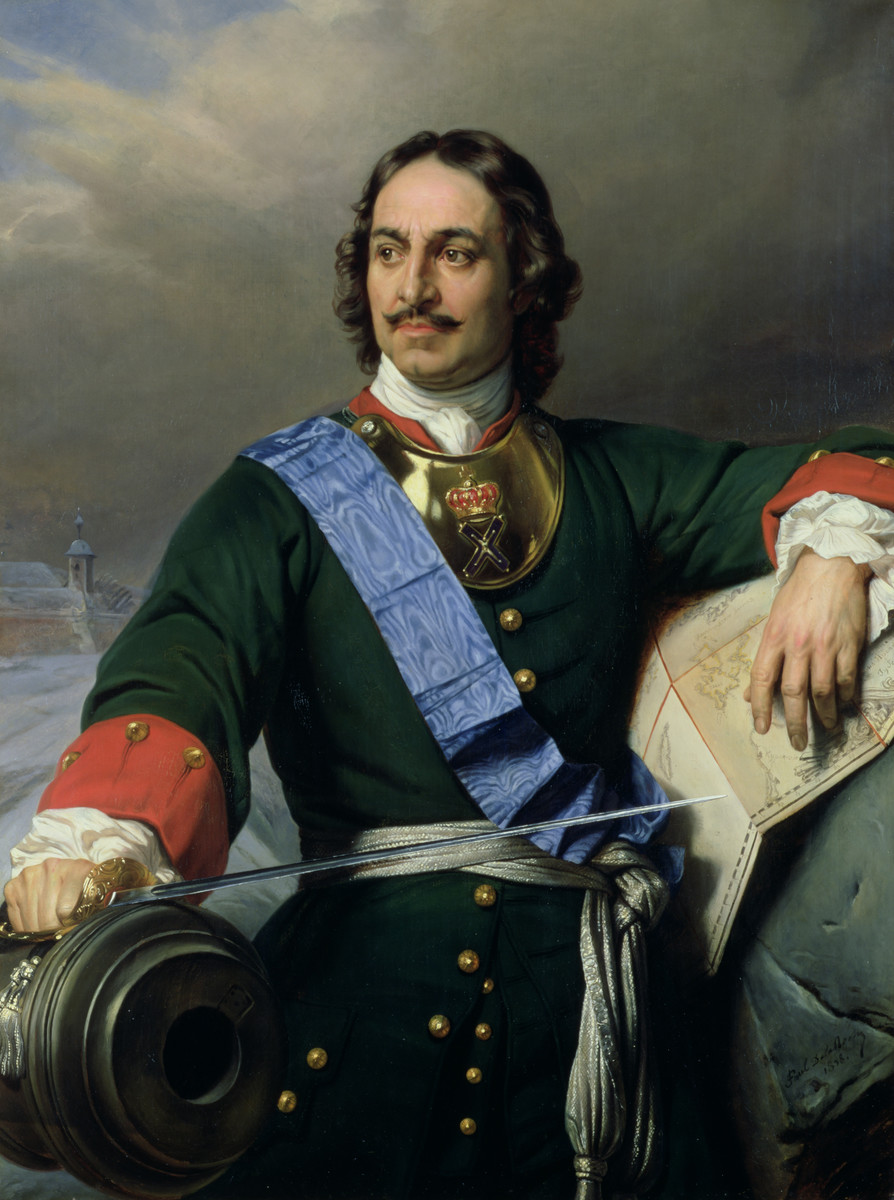
沙皇 彼得一世
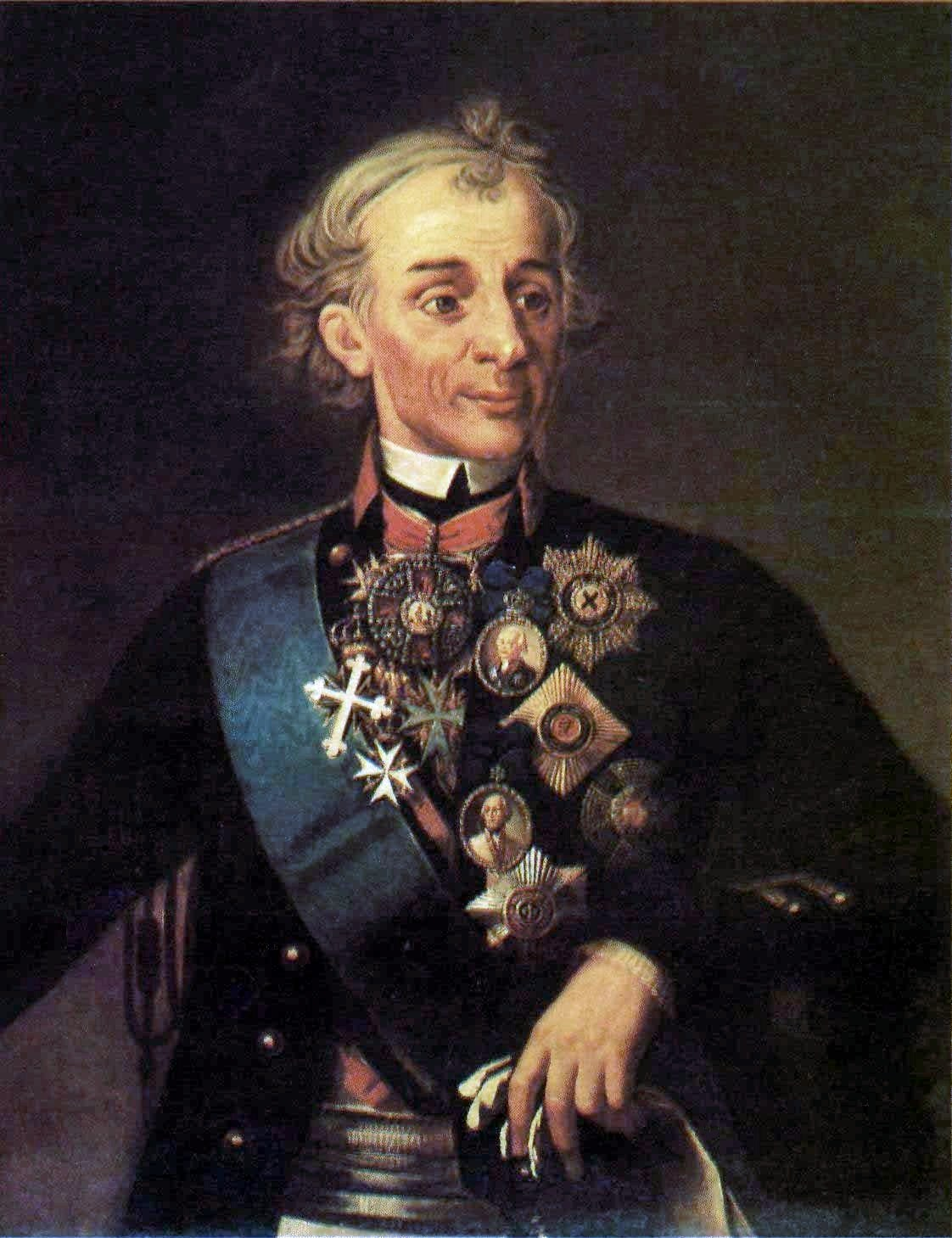
元帅 亞歷山大·蘇沃洛夫
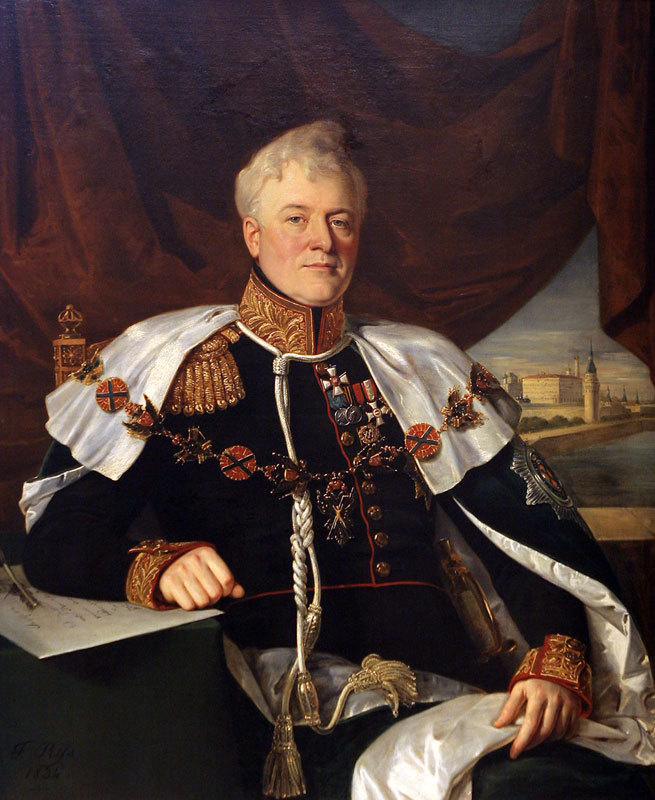
公爵 德米特里·戈利岑（Dmitry Golitsyn）

## 俄罗斯聯邦時期
一個具有相同名稱，但徽章和法典不同的勛章由俄羅斯正教會于1988年12月27日非正式重設。該勛章于1998年6月1日由俄羅斯總統令757號正式重設為最高級的民事和军事獎勵。勛章的授予标准由2010年9月7日的總統令1099號修改。

### 勛章的法令
第一受召使徒聖安德列勛章頒發給傑出的政治家和公眾人物、知名的科學、文化、藝術和各行各業的優秀代表，獎勵他們的卓越服务，促进俄羅斯的繁榮、莊嚴和榮耀。
勛章还可以用于獎勵外國國家元首對俄羅斯聯邦做出的出衆服务。
與原先帝國的體制不同，現今的勛章並沒有特殊的長袍，也沒有嚴格規範其佩戴方式。帝國勛章的領環、綬帶以及佩星只會與軍裝或全套晚禮服一同佩戴；但如今，各種徽章也會與休閑西服一同佩戴，并且至少有一名獲得者被目睹穿著無領結的休閑西服並佩戴勛章，這種事在帝國時代聞所未聞。原本勛章的領環佩戴時穿過兩肩；現今獲得者則傾向於作爲繞頸的鏈環佩戴。

### 徽章
現今聖安德列勛章的徽章設計與帝國的設計相比改變得很小。包括：
- 一个標章（雙頭鷹）附在一根鏈（稱爲「領環」）上，佩戴時環繞脖子，用於非常特殊的場合；更通常的做法是，懸挂在100毫米宽的蓝色綬帶上，綬帶越过右肩。
- 一个佩星，戴在左胸。

綬帶的顔色不同于帝國時代的顔色，接近不列顛嘉德勛章綬帶的顔色。 勛章軍事分支的成員在雙頭鷹頭頂的皇冠下有交叉的雙劍。 鷹的背面頸上挂白色綬帶，上以金色字母書寫勛章的格言：「爲了信仰和忠诚」（俄语：За веру и верность）。

### 獲得者（部分名單）
勛章重建后的獲得者有：

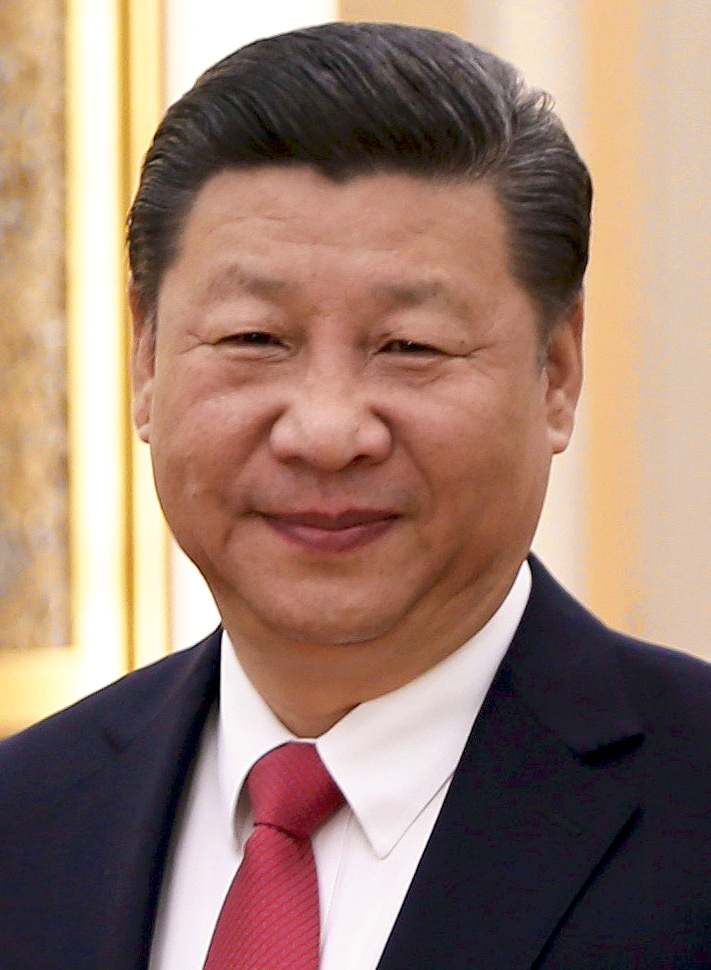
習近平，中國共產黨中央委員會總書記兼中華人民共和國主席
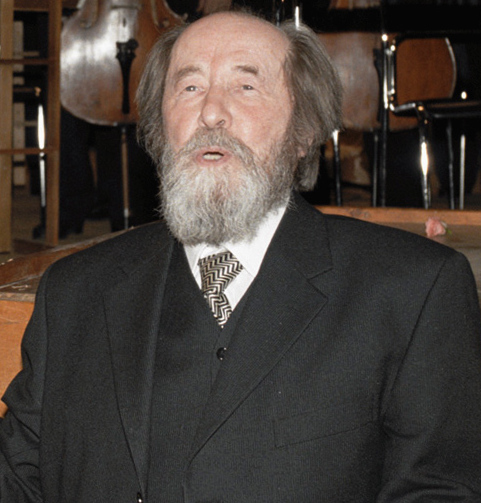
作家 亞歷山大·索爾仁尼琴
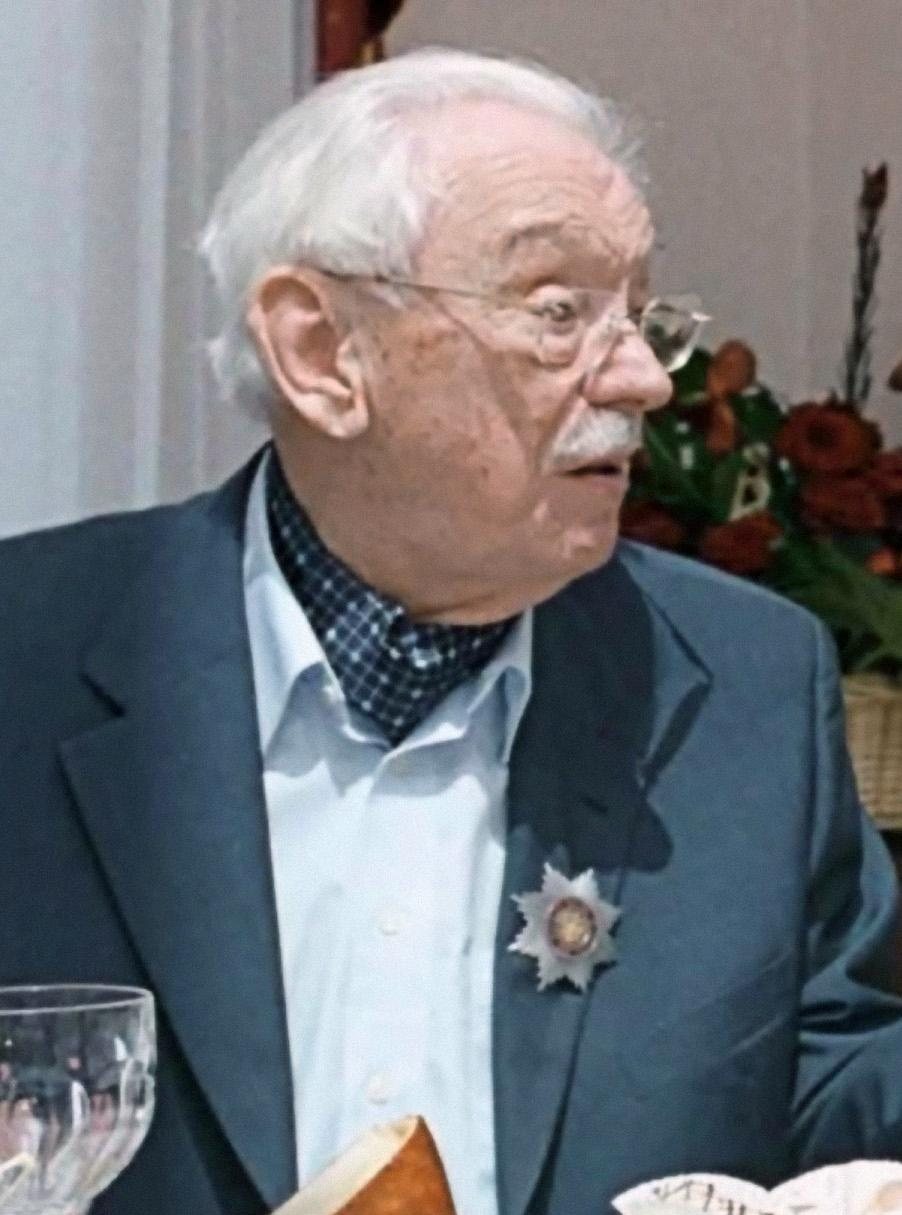
作家 謝爾蓋·米哈爾科夫
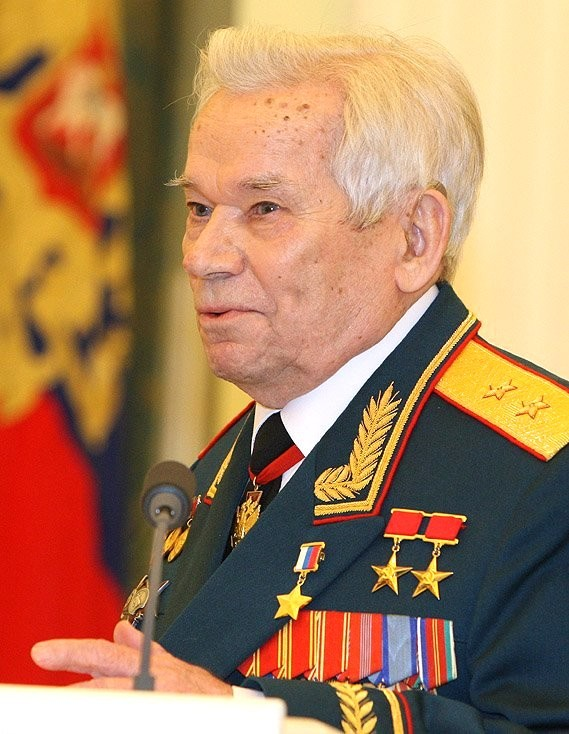
槍械設計師 米哈伊爾·卡拉什尼科夫
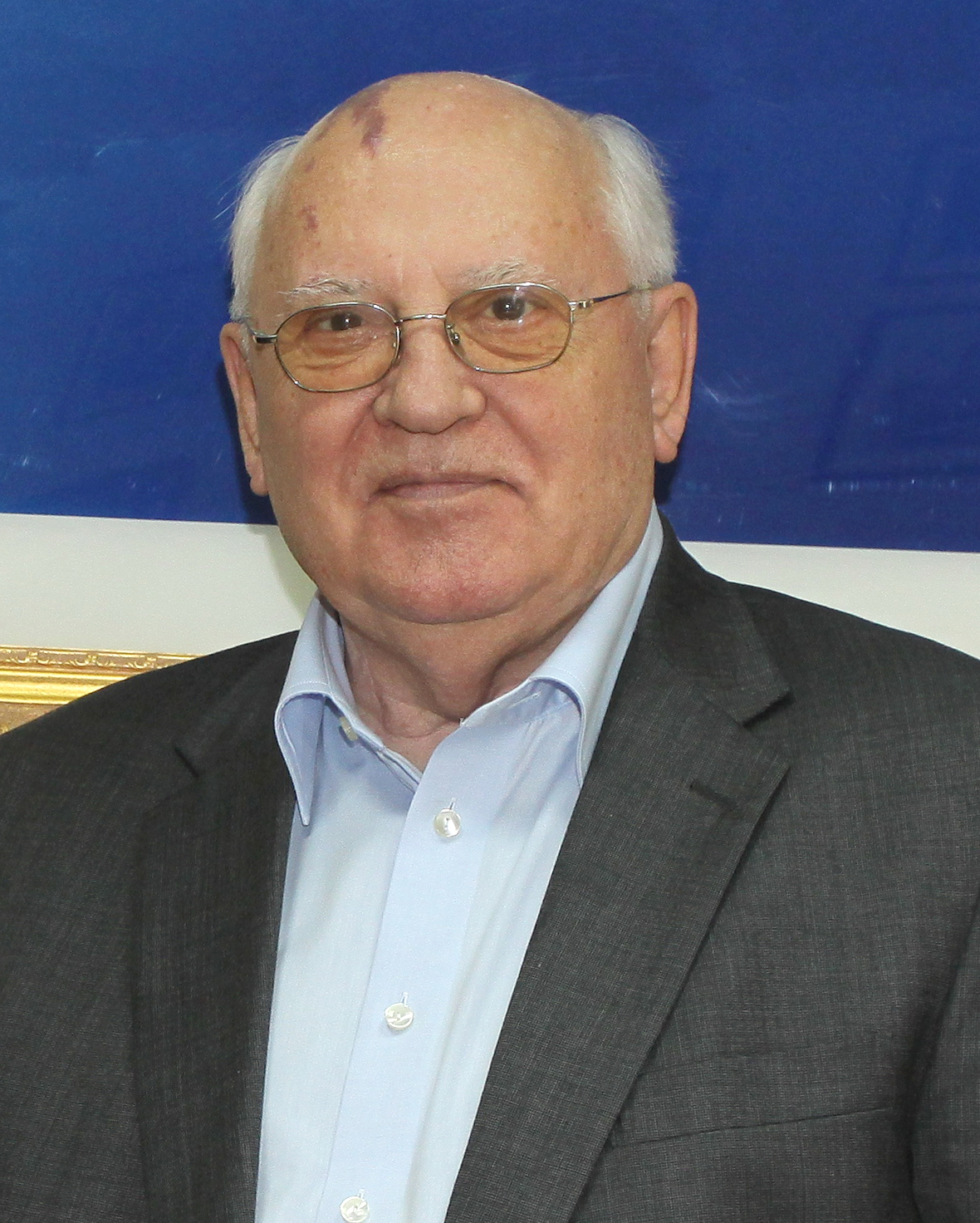
米哈伊爾·戈爾巴喬夫，末任蘇聯共產黨中央委員會總書記
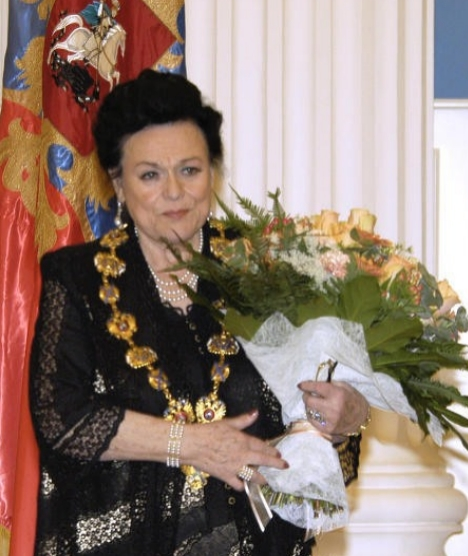
柳德米拉·格奥尔基耶芙娜·泽金娜，俄羅斯民謠歌手
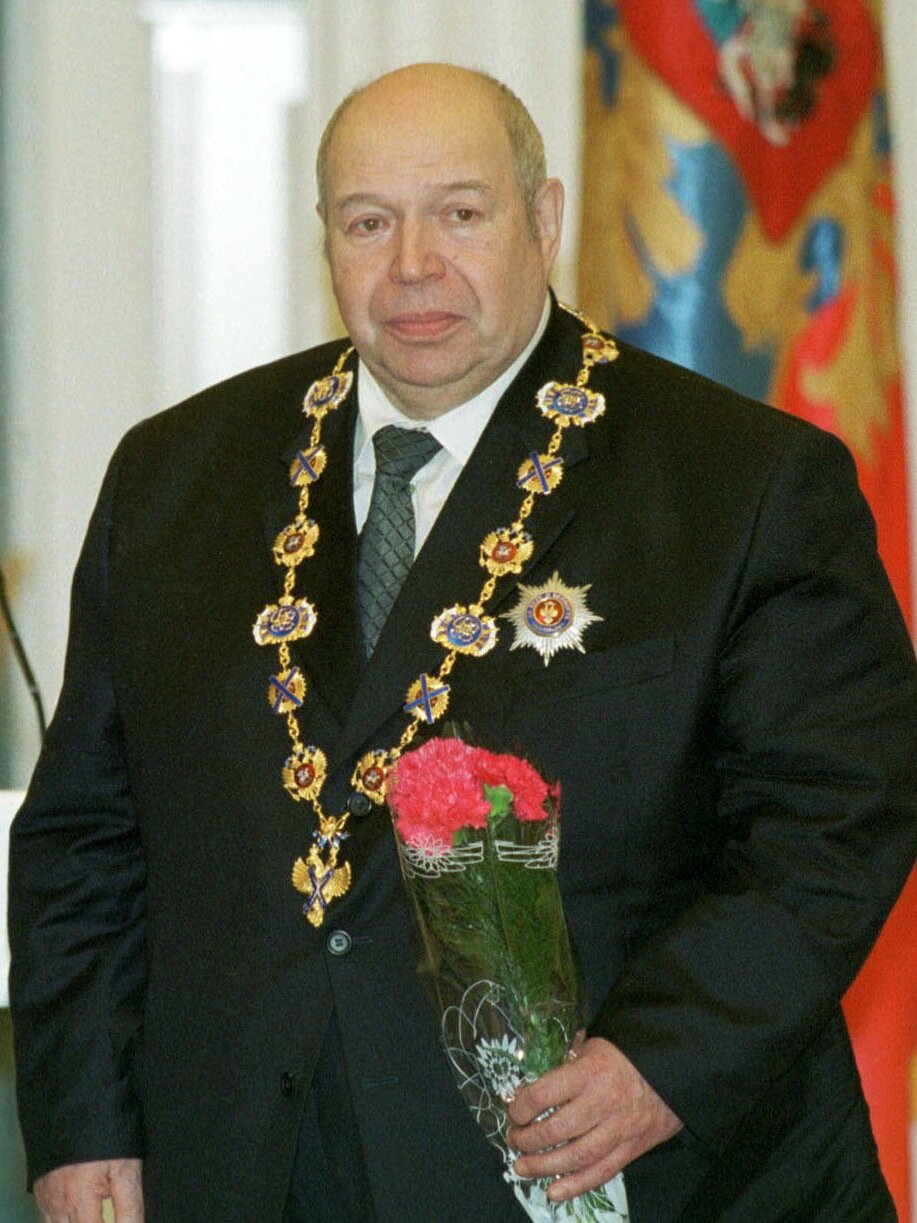
瓦列里·舒瑪科夫（Valery Shumakov），俄羅斯器官移植之父
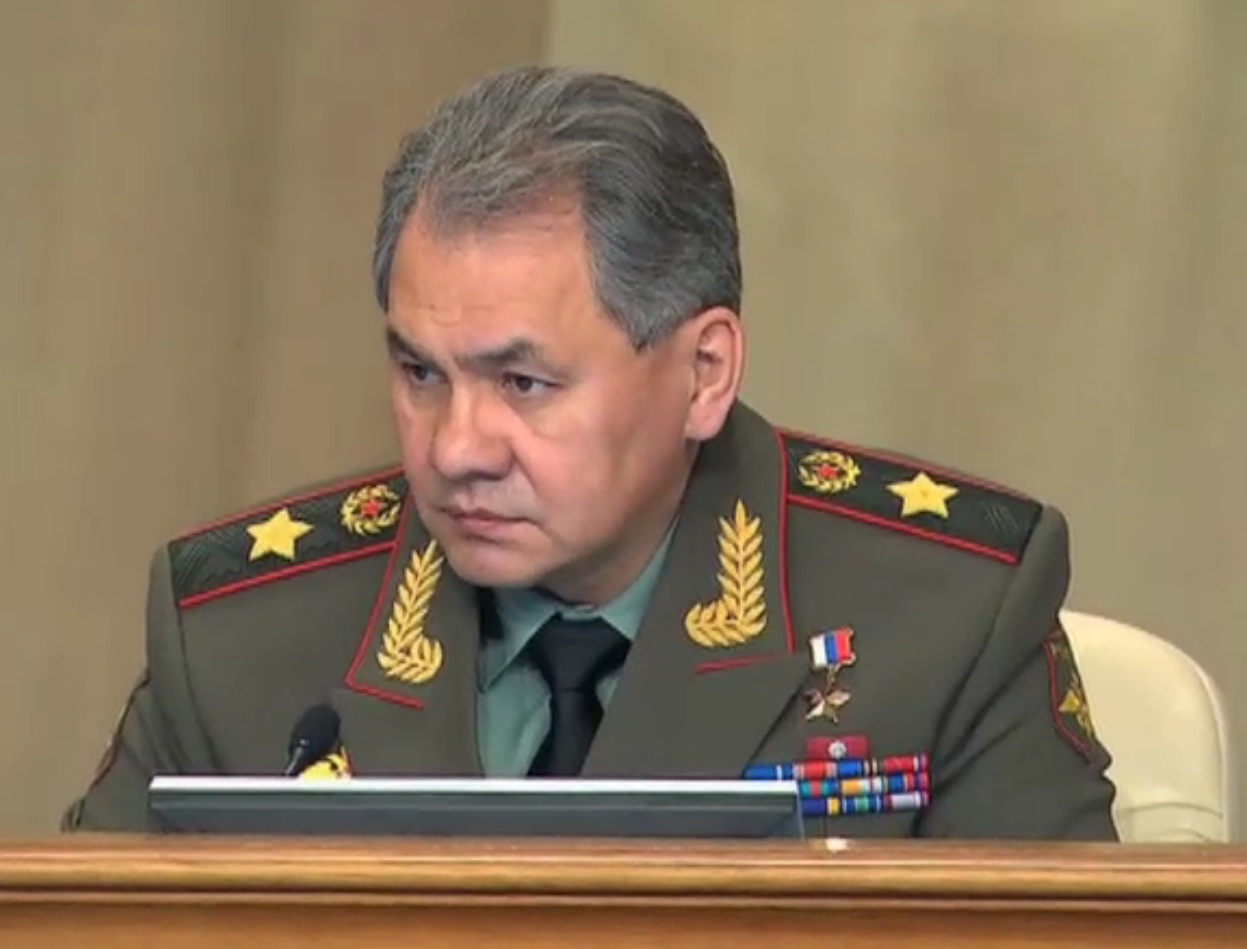
俄羅斯聯邦國防部部長 謝爾蓋·紹伊古
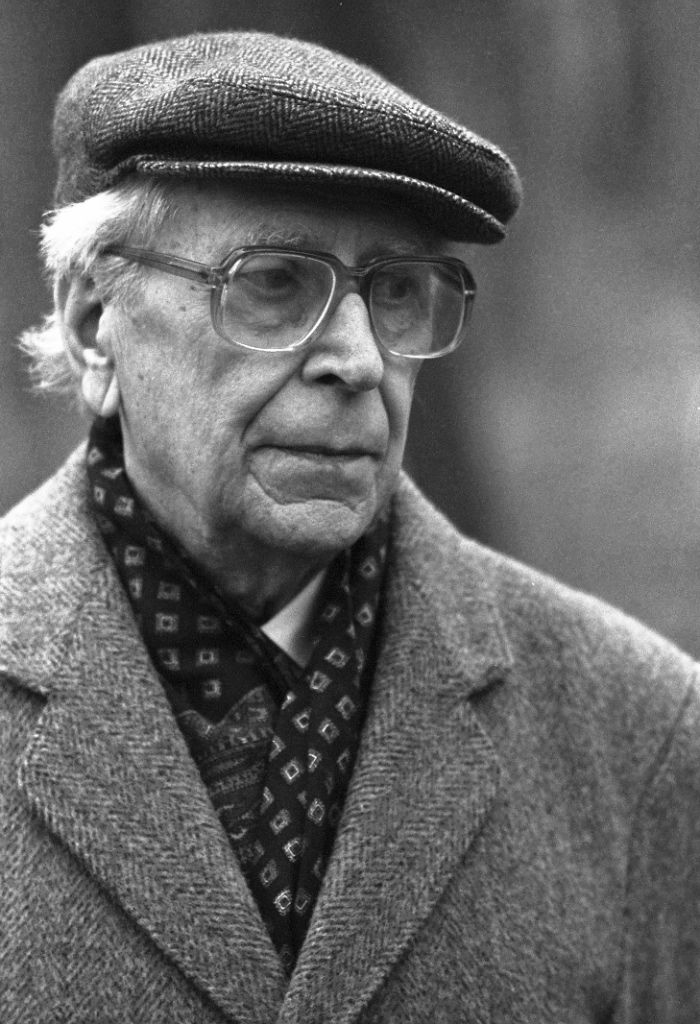
蘇聯俄羅斯語學者 德米特里·利哈喬夫（Dmitry Likhachov）
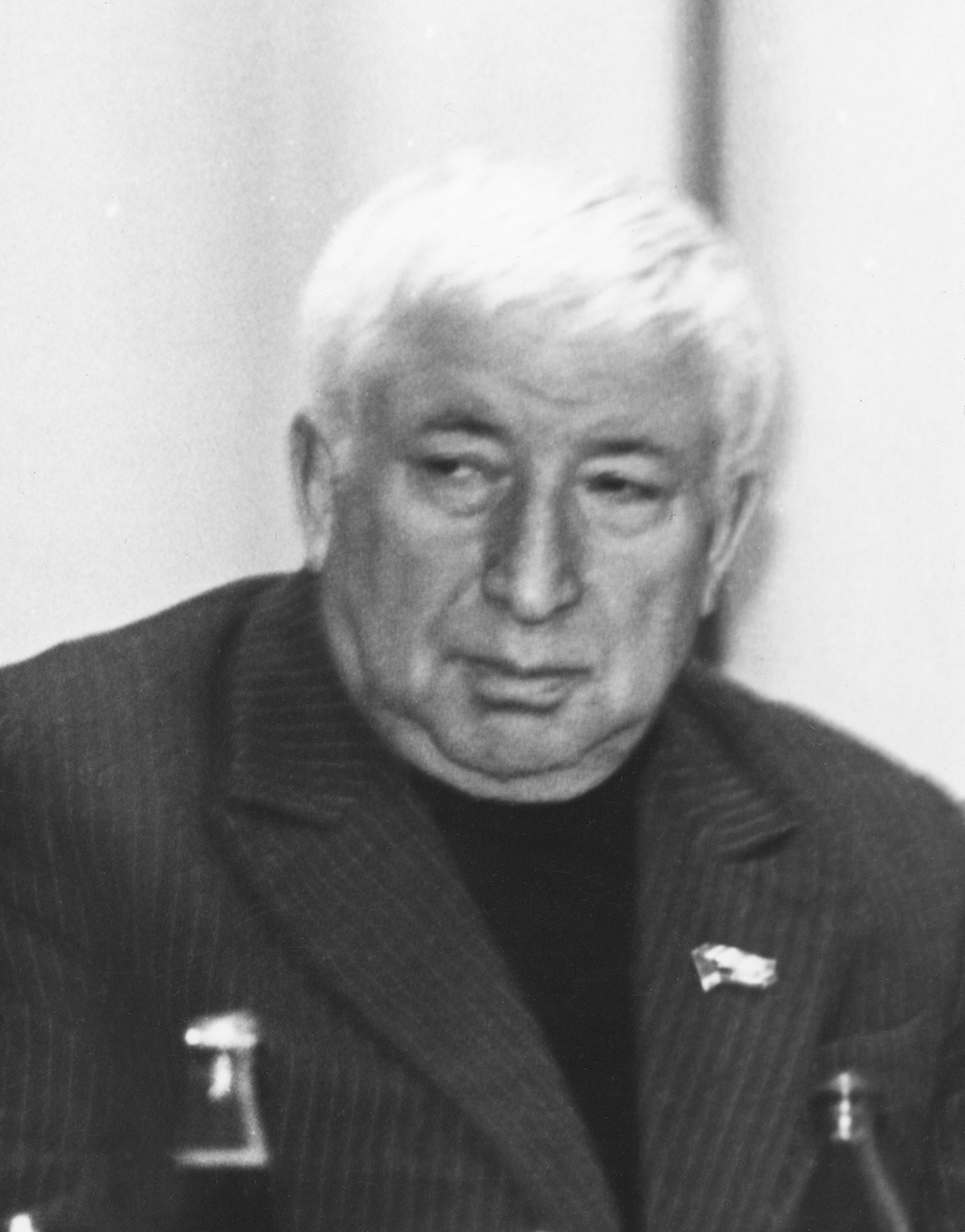
詩人 拉蘇爾·伽姆扎托夫

## 外部連結
- The Commission on State Awards to the President of the Russian Federation （页面存档备份，存于）
- Order of St Andrew ARCHONS of the Ecumenical Patriarch （页面存档备份，存于）